# منتخب أيرلندا لهوكي الحقل للرجال
منتخب أيرلندا الوطني لهوكي الحقل للرجال (بالإنجليزية: Ireland men's national field hockey team)‏ هو ممثل جمهورية أيرلندا الرسمي في المنافسات الدولية في هوكي الحقل .